# Крысиный лемур
Крысиный лемур или крысиный маки (лат. Cheirogaleus major) — вид млекопитающих животных из инфраотряда лемурообразных отряда приматов.

## Описание
Длина тела от 167 до 264 мм, вес от 167 до 600 г. Хвост длиной от 195 до 310 мм. Хвост широкий у основания, к концу постепенно сужается. Глаза большие, с тапетумом, приспособлены для ночного видения. Вокруг глаз кольцо из чёрной шерсти. Уши тонкие, покрыты короткой редкой шерстью. На остальном теле шерсть густая, цвет варьируется от серого до красно-коричневого на голове, спине и хвосте. Крестец светло-жёлтого цвета. Продолжительность жизни неизвестна, однако считается, что она близка к продолжительности жизни близкородственного вида, Cheirogaleus medius и составляет около 20 лет.

## Распространение
Эндемики Мадагаскара. Встречаются от Андохахелы (англ.) на юге до Самбавы на севере. Доходят до высоты в 1800 метров над уровнем моря.

## Образ жизни
Почти всё время проводят на деревьях. На них охотятся кольцехвостый мунго (Galidia elegans), древесный мадагаскарский удав (Boa manditra), мадагаскарский короткокрылый сарыч, а также, возможно, фосса. . Крысиные лемуры — одни из немногих приматов, способных впадать в спячку, для чего они нагуливают дополнительный жир, составляющий до 30 % от общей массы тела. Жир сосредоточен главным образом в основании хвоста. Спячка проходит в дуплах деревьев.

## Рацион
Всеядны. В рационе фрукты, цветы, нектар, мёд, а также насекомые и мелкие позвоночные.

## Размножение
Роды проходят в период с ноября по февраль. Самки крысиных лемуров сооружают специальные гнёзда для того, чтобы родить потомство. В помёте чаще всего двое детёнышей. Матери переносят их в пасти.

## Классификация
В период с 2000 по 2009 годы популяции крысиных лемуров в районе поселений Туамасина, Тампира, Махамбу, Анкайя, Амбудивуанги и Феси Маленду включались в состав вида Cheirogaleus ravus, однако в 2009 году проведённые генетические исследования (Groeneveld et al) показали, что Cheirogaleus ravus является синонимом Cheirogaleus major.

## Статус популяции
Этот вид широко распространён, угроз популяции не выявлено, хотя она может страдать от разрушения среды обитания. Международный союз охраны природы присвоил этому виду охранный статус «вызывает наименьшие опасения».